# Defesa interna durante a Primeira Guerra Mundial

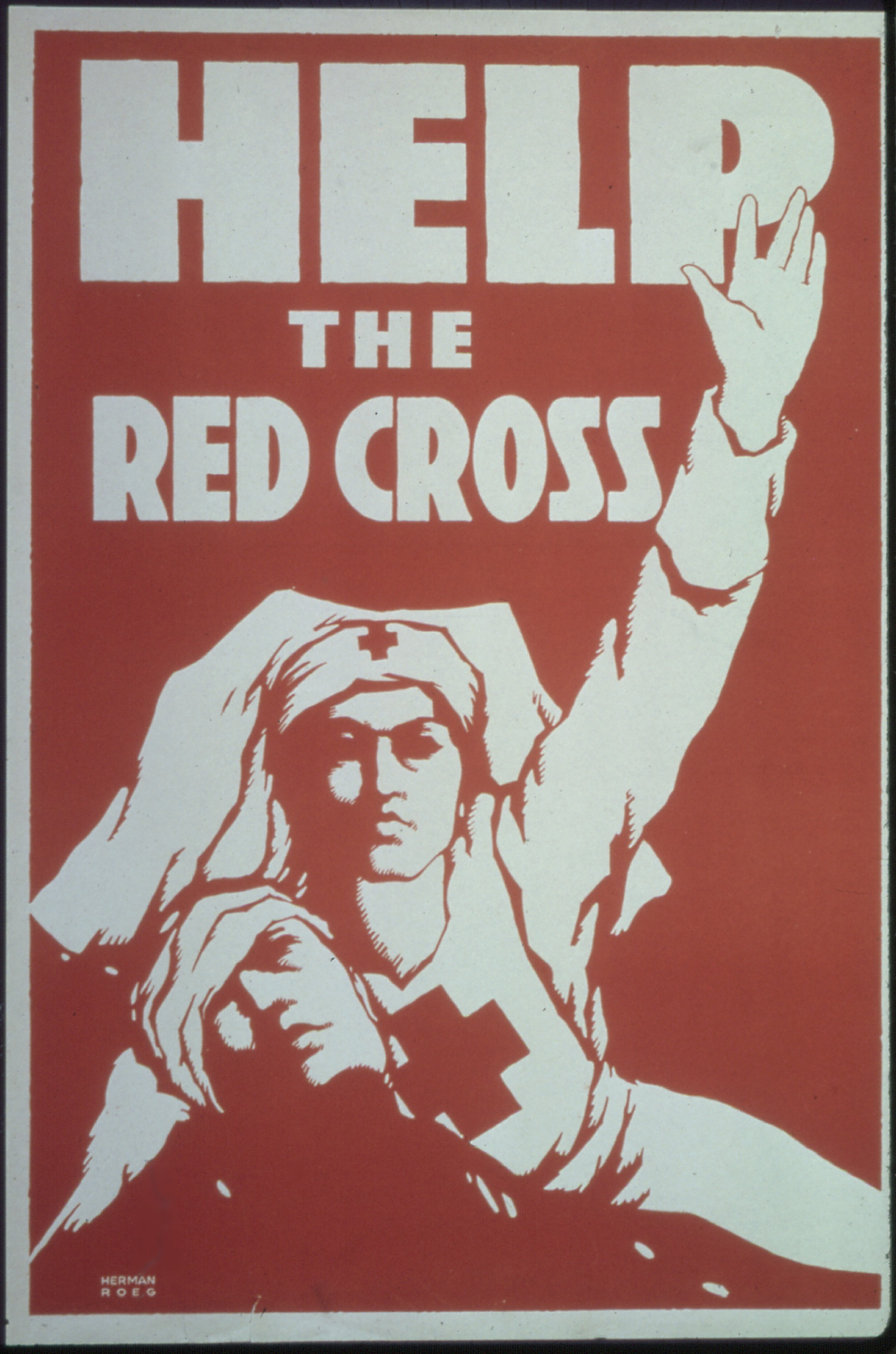
"Ajude a Cruz Vermelha". Cartaz americano da Administração de Alimentos dos EUA, cerca de 1917-1919

A defesa interna ou frente doméstica durante a Primeira Guerra Mundial abrange as histórias doméstica, econômica, social e política dos países envolvidos no conflito. Trata da mobilização de forças armadas e suprimentos de guerra, bem como da vida cotidiana, mas não inclui a história militar.
Cerca de 10,9 milhões de combatentes e sete milhões de civis morreram durante toda a guerra, muitos enfraquecidos por anos de desnutrição; eles sucumbiram à pandemia de gripe espanhola, que atingiu o mundo no final de 1918, justo quando a guerra terminava.
Os Aliados possuíam muito mais riqueza potencial para investir na guerra. Uma estimativa (em dólares americanos de 1913) indica que os Aliados gastaram 147 bilhões de dólares (4,5 trilhões em dólares de 2023), enquanto as Potências Centrais gastaram apenas 61 bilhões (1,88 trilhão em dólares de 2023). Entre os Aliados, o Reino Unido e seu império gastaram 47 bilhões, e os Estados Unidos, 27 bilhões; entre as Potências Centrais, a Alemanha gastou 45 bilhões.
A guerra total exigiu a mobilização completa de todos os recursos das nações para um objetivo comum. A mão de obra precisava ser direcionada às linhas de frente (todas as potências, exceto Estados Unidos e Reino Unido, tinham grandes reservas treinadas para isso). Atrás das linhas, a força de trabalho foi redirecionada de atividades menos essenciais, consideradas luxos em uma guerra total. Em particular, grandes indústrias de munições foram criadas para fornecer projéteis, armas, navios de guerra, uniformes, aviões e centenas de outras armas, antigas e novas. A agricultura também foi mobilizada para fornecer alimentos a civis e soldados (muitos dos quais eram agricultores substituídos por idosos, meninos e mulheres) e para cavalos que transportavam suprimentos. O transporte, em geral, foi um desafio, especialmente quando Reino Unido e Alemanha tentaram interceptar navios mercantes destinados ao inimigo. As finanças representaram um desafio especial. A Alemanha financiou as Potências Centrais. O Reino Unido financiou os Aliados até 1916, quando ficou sem recursos e precisou recorrer a empréstimos dos Estados Unidos. Os EUA assumiram o financiamento dos Aliados em 1917, com empréstimos que exigiu serem pagos após a guerra. Os Aliados vitoriosos, em 1919, voltaram-se à derrotada Alemanha para pagar "reparações" que cobririam parte de seus custos. Acima de tudo, era essencial conduzir a mobilização de forma a manter a confiança do povo a curto prazo, sustentar o poder da estabilidade política a longo prazo e preservar a saúde econômica da nação.
A Primeira Guerra Mundial teve um impacto profundo no sufrágio feminino entre os beligerantes. As mulheres desempenharam um papel crucial na defesa interna, e muitos países reconheceram seus sacrifícios com o direito ao voto durante ou logo após a guerra, incluindo Estados Unidos, Reino Unido, Canadá (exceto Quebec), Dinamarca, Áustria, Países Baixos, Alemanha, Rússia, Suécia e Irlanda. A França quase o fez, mas parou antes de concretizar.

## Custos financeiros
O custo direto total da guerra, para todos os participantes, incluindo aqueles não listados aqui, foi de cerca de 80 bilhões de dólares em 1913. Como 1 bilhão de dólares em 1913 equivale a aproximadamente 46,32 bilhões em dólares de 2023, o custo total chega a cerca de 2,47 trilhões de dólares em 2023. O custo direto é calculado como despesas reais durante a guerra, menos os gastos normais de antes do conflito. Não inclui custos pós-guerra, como pensões, juros e hospitais para veteranos. Empréstimos entre aliados não estão incluídos no "custo direto". O pagamento de empréstimos após 1918 também não é considerado. O custo direto total da guerra como percentual da renda nacional durante o período:
- Aliados: Reino Unido, 37%; França, 26%; Itália, 19%; Rússia, 24%; Estados Unidos, 16%.

- Potências Centrais: Áustria-Hungria, 24%; Alemanha, 32%; Turquia, desconhecido.

Os valores abaixo são apresentados em dólares de 1913, onde 1 bilhão de dólares equivalia a cerca de 25 bilhões em 2017.
- O Reino Unido teve um custo direto de guerra de cerca de 21,2 bilhões; fez empréstimos aos Aliados e Domínios de 4,886 bilhões e recebeu empréstimos dos Estados Unidos de 2,909 bilhões.

- A França teve um custo direto de guerra de cerca de 10,1 bilhões; fez empréstimos aos Aliados de 1,104 bilhão e recebeu empréstimos dos Aliados (EUA e Reino Unido) de 2,909 bilhões.

- A Itália teve um custo direto de guerra de cerca de 4,5 bilhões; recebeu empréstimos dos Aliados (EUA e Reino Unido) de 1,278 bilhão.

- Os Estados Unidos tiveram um custo direto de guerra de cerca de 12,3 bilhões; fizeram empréstimos aos Aliados de 5,041 bilhões.

- A Rússia teve um custo direto de guerra de cerca de 7,7 bilhões; recebeu empréstimos dos Aliados (EUA e Reino Unido) de 2,289 bilhões.[6]

Os dois governos concordaram que, financeiramente, o Reino Unido apoiaria os Aliados mais fracos, enquanto a França cuidaria de si mesma. Em agosto de 1914, Henry Pomeroy Davison, parceiro da Morgan, foi a Londres e fechou um acordo com o Banco da Inglaterra para fazer da J.P. Morgan & Co. a única subscritora de bônus de guerra para o Reino Unido e a França. O Banco da Inglaterra tornou-se agente fiscal da J.P. Morgan & Co., e vice-versa. Durante a guerra, a J.P. Morgan emprestou cerca de 1,5 bilhão de dólares (aproximadamente 38 bilhões em dólares atuais) aos Aliados para combater os alemães.:63 A Morgan também investiu em fornecedores de equipamentos de guerra para o Reino Unido e a França, lucrando assim com as atividades de financiamento e compra dos dois governos europeus.
O Reino Unido fez grandes empréstimos à Rússia czarista; o governo de Lenin, após 1920, recusou-se a honrá-los, causando problemas de longo prazo.

## Reino Unido
No início da guerra, sentimentos patrióticos se espalharam pelo país, e muitas barreiras de classe da era eduardiana diminuíram durante os anos de combate. No entanto, os católicos no sul da Irlanda passaram, da noite para o dia, a exigir independência total imediata após a fracassada Revolta da Páscoa de 1916. A Irlanda do Norte permaneceu leal à coroa.
Em 1914, o Reino Unido possuía, de longe, o sistema financeiro mais amplo e eficiente do mundo. Roger Lloyd-Jones e M. J. Lewis argumentam:
Para conduzir uma guerra industrial, era necessária a mobilização de recursos econômicos para a produção em massa de armas e munições, o que implicava mudanças fundamentais na relação entre o Estado (o comprador), os negócios (o fornecedor), a mão de obra (o principal insumo produtivo) e os militares (o consumidor). Nesse contexto, os campos de batalha industriais da França e de Flandres se entrelaçaram com a defesa interna que produzia os materiais para sustentar uma guerra longa e sangrenta por quatro anos.
Sacrifícios econômicos foram feitos em nome da derrota do inimigo. Em 1915, o político liberal David Lloyd George assumiu o recém-criado Ministério de Munições. Ele aumentou drasticamente a produção de projéteis de artilharia — a principal arma usada em batalha. Em 1916, tornou-se secretário de guerra. O primeiro-ministro H. H. Asquith foi uma decepção; ele formou um governo de coalizão em 1915, mas também foi ineficaz. Asquith foi substituído por Lloyd George no final de 1916. Este teve uma forte influência na gestão de todos os assuntos, tomando muitas decisões pessoalmente. Historiadores atribuem a Lloyd George a energia e organização que levaram à vitória na guerra.
Embora os alemães usassem zepelins para bombardear as cidades, o moral permaneceu relativamente alto, em parte devido à propaganda produzida pelos jornais nacionais. Com uma grave escassez de trabalhadores qualificados, a indústria redesenhou o trabalho para que pudesse ser realizado por homens e mulheres sem qualificação (chamado de "diluição do trabalho"), permitindo um rápido crescimento das indústrias relacionadas à guerra. Lloyd George fez um acordo com os sindicatos — eles aprovaram a diluição (pois seria temporária) e mobilizaram suas organizações para o esforço de guerra.
O historiador Arthur Marwick viu uma transformação radical na sociedade britânica, uma onda que varreu muitas atitudes antigas e trouxe uma sociedade mais igualitária. Ele também considerou o famoso pessimismo literário dos anos 1920 como equivocado, pois a guerra teve grandes consequências positivas a longo prazo. Ele apontou novas oportunidades de trabalho e autoconsciência entre os trabalhadores, que rapidamente fortaleceram o Partido Trabalhista, a introdução do sufrágio feminino parcial, a aceleração da reforma social e o controle estatal da economia britânica. Observou um declínio na deferência à aristocracia e à autoridade estabelecida em geral, e um enfraquecimento, entre os jovens, das restrições tradicionais ao comportamento moral individual. Marwick concluiu que as diferenças de classe diminuíram, a coesão nacional aumentou e a sociedade britânica tornou-se mais igualitária. Durante o conflito, vários elementos da esquerda britânica criaram o Comitê Nacional de Emergência dos Trabalhadores, que desempenhou um papel crucial no apoio às pessoas mais vulneráveis na defesa interna durante a guerra e na manutenção da unidade do trabalhismo britânico nos anos após o armistício.

### Escócia
A Escócia desempenhou um papel importante no esforço britânico na Primeira Guerra Mundial. Forneceu especialmente mão de obra, navios, máquinas, alimentos (notadamente peixes) e dinheiro, engajando-se no conflito com certo entusiasmo. Com uma população de 4,8 milhões em 1911, a Escócia enviou 690 mil homens à guerra, dos quais 74 mil morreram em combate ou de doenças, e 150 mil ficaram gravemente feridos. Os centros urbanos escoceses, com sua pobreza e desemprego, foram terrenos favoráveis ao recrutamento do exército britânico regular, e Dundee, onde a indústria de juta, dominada por mulheres, limitava o emprego masculino, teve uma das maiores proporções de reservistas e soldados em serviço de quase qualquer cidade britânica. A preocupação com o padrão de vida de suas famílias fez os homens hesitarem em se alistar; as taxas de alistamento voluntário aumentaram após o governo garantir um estipêndio semanal vitalício aos sobreviventes de homens mortos ou incapacitados. Após a introdução do recrutamento em janeiro de 1916, todas as partes do país foram afetadas. Ocasionalmente, tropas escocesas compunham grandes proporções dos combatentes ativos e sofriam perdas correspondentes, como na Batalha de Loos, onde havia três divisões escocesas completas e outras unidades escocesas. Assim, embora os escoceses representassem apenas 10% da população britânica, eles compuseram 15% das forças armadas nacionais e, eventualmente, responderam por 20% dos mortos. Algumas áreas, como a pouco povoada Ilha de Lewis e Harris, sofreram algumas das maiores perdas proporcionais de qualquer parte da Grã-Bretanha. Os estaleiros de Clydeside e as oficinas de engenharia próximas foram os principais centros da indústria de guerra na Escócia. Em Glasgow, a agitação radical levou a distúrbios industriais e políticos que continuaram após o fim da guerra.
Em Glasgow, a alta demanda por munições e navios de guerra fortaleceu o poder sindical. Surgiu um movimento radical chamado "Red Clydeside", liderado por sindicalistas militantes. Anteriormente um reduto do Partido Liberal, os distritos industriais passaram para o Partido Trabalhista em 1922, com uma base nos distritos operários católicos irlandeses. As mulheres foram especialmente ativas em solidariedade às questões habitacionais. No entanto, os "Vermelhos" operavam dentro do Partido Trabalhista e tinham pouca influência no Parlamento; o clima mudou para um desespero passivo no final dos anos 1920.

### Política
David Lloyd George tornou-se primeiro-ministro em dezembro de 1916 e imediatamente transformou o esforço de guerra britânico, assumindo controle firme tanto da política militar quanto doméstica.
Na primavera de 1918, uma série de crises militares e políticas ocorreu em rápida sucessão. Os alemães, após transferir tropas do front oriental e treiná-las em novas táticas, tinham mais soldados no Front Ocidental do que os Aliados. A Alemanha lançou uma Ofensiva de Primavera em grande escala (Operação Michael), começando em 21 de março contra as linhas britânicas e francesas, esperando a vitória no campo de batalha antes da chegada em massa das tropas americanas. Os exércitos aliados recuaram 64 km em confusão e, enfrentando a derrota, Londres percebeu a necessidade de mais tropas para uma guerra móvel. Lloyd George encontrou meio milhão de soldados e os enviou rapidamente à França, pediu ajuda imediata ao presidente americano Woodrow Wilson e concordou com a nomeação do general francês Foch como comandante-em-chefe no Front Ocidental, para que as forças aliadas fossem coordenadas contra a ofensiva alemã.
Apesar de fortes advertências de que era uma má ideia, o Gabinete de Guerra decidiu impor o recrutamento na Irlanda. O principal motivo foi que os trabalhadores britânicos exigiram isso como preço por reduzir isenções para certos trabalhadores. O Partido Trabalhista queria estabelecer o princípio de que ninguém estava isento, mas não exigiu que o recrutamento ocorresse de fato na Irlanda. A proposta foi aprovada, mas nunca aplicada. Os bispos católicos entraram pela primeira vez na disputa e pediram resistência aberta ao recrutamento. Muitos católicos irlandeses e nacionalistas aderiram ao intransigente movimento Sinn Féin. Esse foi um momento decisivo, marcando o fim da disposição irlandesa de permanecer no Reino Unido.
Em 7 de maio de 1918, quando um general sênior do exército em serviço ativo, Major-General Sir Frederick Maurice, tornou públicas alegações de que Lloyd George havia mentido ao Parlamento sobre questões militares, uma crise emergiu (Debate Maurice). A ofensiva de primavera alemã havia feito ganhos inesperados, e um bode expiatório era necessário. Asquith, líder liberal na Câmara, levantou as acusações e atacou Lloyd George (também liberal), aprofundando a divisão no Partido Liberal. Embora a apresentação de Asquith tenha sido fraca, Lloyd George defendeu vigorosamente sua posição, tratando o debate como um voto de confiança. Ele conquistou a Câmara com uma refutação poderosa das alegações de Maurice. Os principais resultados foram fortalecer Lloyd George, enfraquecer Asquith, encerrar críticas públicas à estratégia geral e reforçar o controle civil sobre os militares.
Enquanto isso, a ofensiva alemã perdeu força. No verão, os americanos enviavam 10 mil homens por dia ao Front Ocidental, uma resposta rápida possibilitada por deixar equipamentos para trás e usar munições britânicas e francesas. O exército alemão esgotou suas últimas reservas, diminuindo em número e enfraquecendo em determinação. A vitória veio com o armistício em 11 de novembro de 1918.

### Mulheres
O primeiro-ministro David Lloyd George foi claro sobre a importância das mulheres:
"Teria sido completamente impossível travarmos uma guerra bem-sucedida sem a habilidade, o ardor, o entusiasmo e a indústria que as mulheres deste país dedicaram à guerra".
O movimento sufragista foi suspenso durante a guerra, e na época as pessoas atribuíram os novos papéis patrióticos das mulheres como a razão para conquistar o voto em 1918. No entanto, historiadores britânicos não enfatizam mais a concessão do sufrágio feminino como recompensa pela participação na guerra. Pugh (1974) argumenta que a prioridade de dar voto aos soldados e, secundariamente, às mulheres foi decidida por políticos sêniores em 1916. Na ausência de grandes grupos femininos exigindo sufrágio igualitário, a conferência do governo recomendou um sufrágio feminino limitado, restrito por idade. As sufragistas foram enfraquecidas, diz Pugh, por repetidos fracassos antes de 1914 e pelos efeitos desorganizadores da mobilização de guerra; assim, aceitaram silenciosamente essas restrições, aprovadas em 1918 por uma maioria do Ministério da Guerra e cada partido no Parlamento. De forma mais geral, Searle (2004) argumenta que o debate britânico estava essencialmente encerrado na década de 1890, e a concessão do sufrágio em 1918 foi, em grande parte, um subproduto do voto aos soldados homens. As mulheres no Reino Unido finalmente alcançaram o sufrágio nos mesmos termos que os homens em 1928.

## Império Britânico
O Império Britânico forneceu importações de alimentos e matérias-primas, uma rede mundial de bases navais e um fluxo constante de soldados e trabalhadores para o Reino Unido.

### Canadá

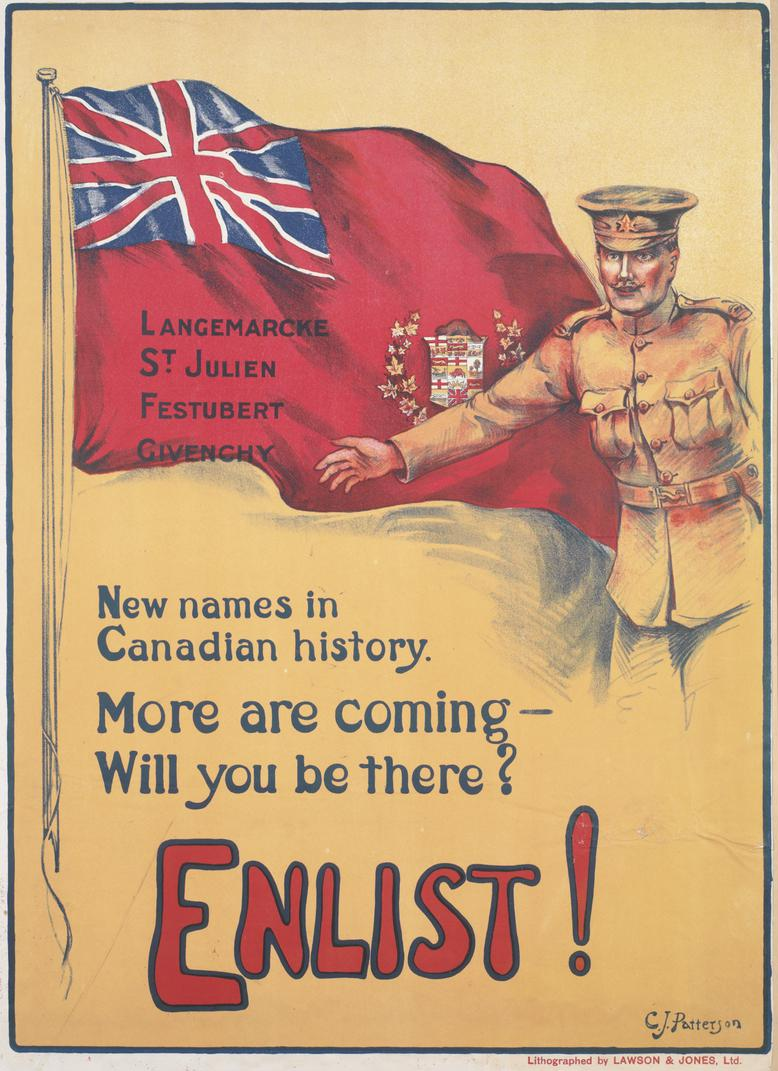
Cartaz de recrutamento canadense com nomes de campos de batalha franceses (mas texto em inglês)

Os 620 mil homens em serviço destacaram-se no combate nas trincheiras da Frente Ocidental; houve 67 mil mortos e 173 mil feridos. Esse total não inclui as 2 mil mortes e 9 mil feridos em dezembro de 1917, quando um navio de munições explodiu em Halifax, Nova Escócia.
O voluntariado forneceu soldados suficientes no início, mas as altas baixas logo exigiram o recrutamento, fortemente oposto pelos francófonos (falantes de francês, baseados principalmente em Quebec). A Crise de Conscrição de 1917 dividiu o Partido Liberal, beneficiando o primeiro-ministro Robert Borden, do Partido Conservador, que liderou uma nova coalizão Unionista a uma vitória esmagadora em 1917.
Desconfiando da lealdade dos canadenses de origem alemã e, especialmente, dos recentes imigrantes canadenses ucranianos de Áustria-Hungria, o governo internou milhares de estrangeiros.
No Canadá britânico, a resposta em 1914 foi de entusiasmo patriótico. Nas pradarias, houve um boom econômico com o preço do trigo triplicando e os agricultores dobrando a área cultivada. O espírito de sacrifício da guerra intensificou movimentos de reforma social que precediam o conflito e agora se concretizavam. Saskatchewan deu às mulheres o direito de voto em 1916. Ainda em 1916, aprovou um referendo para proibir a venda de álcool, como as mulheres exigiam.
Fora de Quebec, o patriotismo criou uma demanda por uma língua comum: o inglês. O uso do alemão praticamente desapareceu em público. A guerra trouxe à tona o medo de etnias e um instinto de sobrevivência desenvolveu a necessidade de uma identidade canadense.
A guerra validou o novo papel mundial do Canadá, em uma parceria quase igualitária com o Reino Unido na Commonwealth. Argumentando que o Canadá havia se tornado uma verdadeira nação nos campos de batalha da Europa, Borden exigiu e recebeu um assento separado para o Canadá na Conferência de Paz de Paris de 1919. A participação militar e civil do Canadá na Primeira Guerra Mundial fortaleceu um senso de nacionalidade britânico-canadense entre os anglófonos (falantes de inglês). Os francófonos apoiaram a guerra inicialmente, mas recuaram e se afastaram após 1915 devido a disputas linguísticas internas. Memórias heroicas centraram-se na Batalha de Vimy, onde o corpo canadense unificado capturou a crista de Vimy, uma posição que os exércitos francês e britânico não conseguiram tomar, e nos "Cem Dias do Canadá" de 1918, quando o Corpo Canadense de 100 mil derrotou um quarto do exército alemão no Front Ocidental.

### Austrália

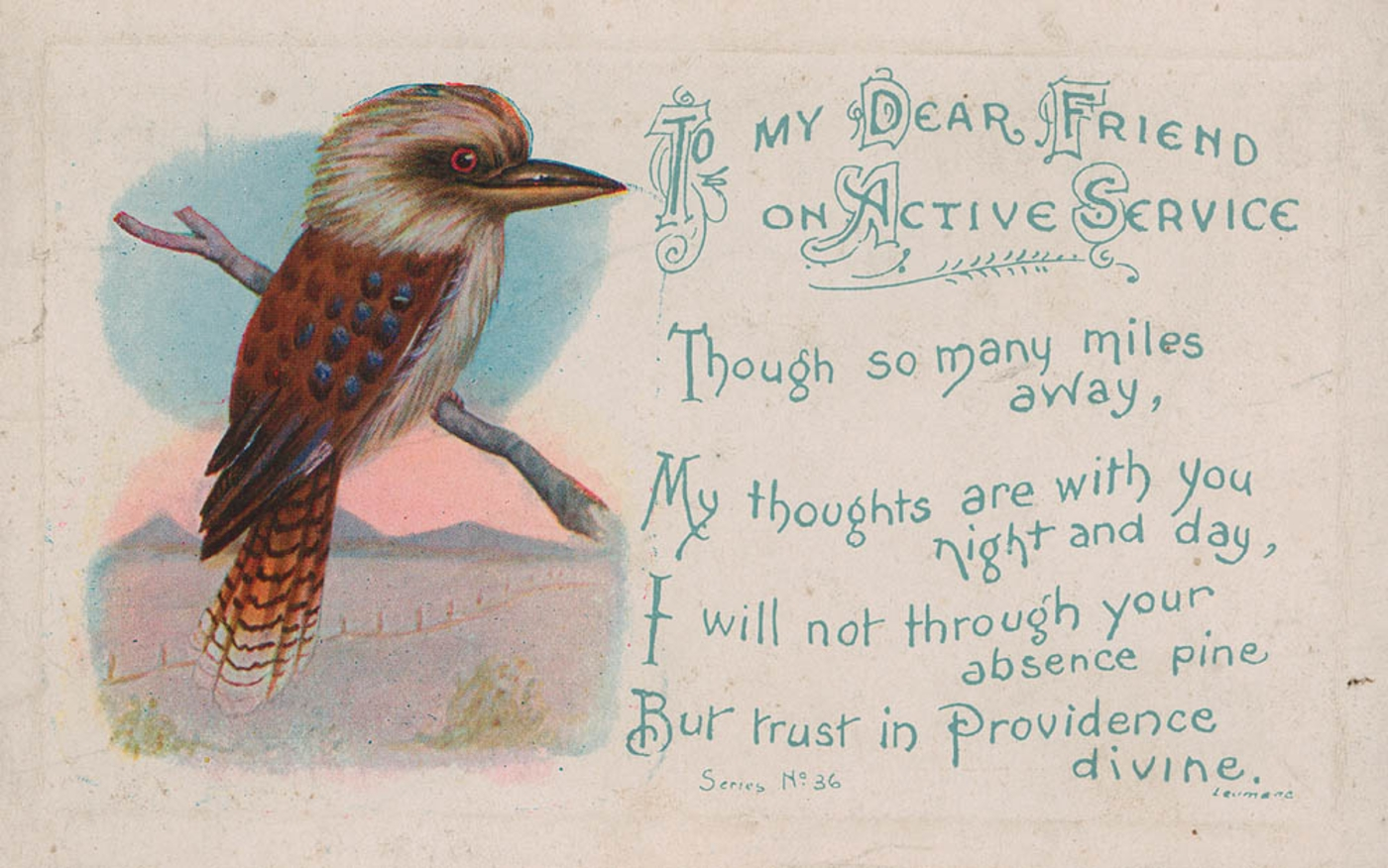
Cartão postal australiano de serviço ativo com Cucaburra

Billy Hughes, primeiro-ministro a partir de outubro de 1915, expandiu o papel do governo na economia, enquanto lidava com intensos debates sobre a questão do recrutamento.
De uma população de cinco milhões, 417 mil homens se alistaram; 330 mil foram enviados ao exterior para lutar na Primeira Guerra Mundial. Todos eram voluntários, pois a batalha política pelo recrutamento compulsório falhou. Cerca de 58 mil morreram e 156 mil foram feridos. Gerhard Fischer argumenta que o governo promoveu agressivamente a modernização econômica, industrial e social durante os anos de guerra. No entanto, ele diz que isso veio por meio de exclusão e repressão. Ele afirma que a guerra transformou uma nação pacífica em "uma violenta, agressiva, cheia de angústia e conflitos, dividida por linhas de frente invisíveis de divisão sectária, conflito étnico e agitação socioeconômica e política". A nação temia inimigos estrangeiros — especialmente alemães, independentemente de quão próximos se identificassem com a Austrália. O governo internou 2.900 homens nascidos na Alemanha (40% do total) e deportou 700 após a guerra. Nacionalistas irlandeses e radicais trabalhistas também estavam sob suspeita. A hostilidade racista era alta contra não brancos, incluindo ilhéus do Pacífico, chineses e aborígenes. O resultado, diz Fischer, foi um fortalecimento da conformidade às lealdades imperiais/britânicas e uma preferência explícita por imigrantes das Ilhas Britânicas.
O principal evento militar envolveu o envio de 40 mil soldados ANZAC (Austrália e Nova Zelândia) em 1915 para capturar a península de Galípoli perto de Constantinopla, abrindo uma rota aliada para a Rússia e enfraquecendo o Império Otomano. A campanha foi um fracasso militar total, e 8.100 australianos morreram. No entanto, a memória foi crucial, transformando a mente australiana e tornando-se um elemento icônico da identidade australiana e o momento fundador da nacionalidade.

#### Internamento de estrangeiros alemães
A Lei de Precauções de Guerra de 1914 deu ao governo da Commonwealth poderes amplos por até seis meses após o fim da guerra. Isso incluía: prevenir comércio com nações hostis, emitir empréstimos para custear a guerra, introduzir um esquema nacional de impostos, fixar preços de certos bens, internar pessoas consideradas perigosas para a Austrália, comprar bens estratégicos compulsoriamente e censurar a mídia.
No início da guerra, cerca de 35 mil pessoas nascidas na Alemanha ou Áustria-Hungria viviam na Austrália. Eles tinham laços fracos com a Alemanha (e quase nenhum com a Áustria) e muitos se alistaram no esforço de guerra australiano. Mesmo assim, os medos aumentaram e campos de internamento foram criados para suspeitos de atos antipatrióticos. Ao todo, 4.500 pessoas foram internadas sob as provisões da Lei de Precauções de Guerra, das quais 700 eram australianos naturalizados e 70 nascidos na Austrália. Após o fim da guerra, 6.150 foram deportados.

#### Economia

A Bandeira de Honra Australiana, concedida aos assinantes do 7º Empréstimo de Guerra do governo australiano em 1918

Em 1914, a economia australiana era pequena, mas quase a mais próspera per capita do mundo; dependia da exportação de lã e carneiro. Londres garantiu que cobriria grande parte do seguro de risco de guerra para o transporte, permitindo que o comércio entre as nações da Commonwealth continuasse. Londres impôs controles para que nenhuma exportação caísse em mãos alemãs. O governo britânico protegeu os preços comprando produtos australianos, mesmo que a escassez de transporte significasse que não havia chance de recebê-los.
No geral, o comércio australiano expandiu-se devido à guerra, embora o custo do conflito fosse considerável e o governo australiano tivesse que tomar empréstimos significativos do exterior para financiar o esforço de guerra. Em termos de valor, as exportações australianas aumentaram quase 45%, enquanto o número de australianos empregados nas indústrias manufatureiras cresceu mais de 11%. A mineração de ferro e a fabricação de aço cresceram enormemente. A inflação tornou-se um fator, pois os preços de bens de consumo subiram, enquanto o custo das exportações foi mantido deliberadamente abaixo do valor de mercado para evitar mais pressões inflacionárias globais. Como resultado, o custo de vida para muitos australianos médios aumentou.
O movimento sindical, já poderoso, cresceu rapidamente, embora estivesse dividido sobre a questão política do recrutamento. Expulsou políticos, como Hughes, que favoreciam o recrutamento (que nunca foi transformado em lei). O governo buscou estabilizar os salários, para a ira dos sindicalistas. O salário médio semanal durante a guerra aumentou entre 8 e 12%, mas não foi suficiente para acompanhar a inflação. Trabalhadores irritados lançaram uma onda de greves contra o congelamento salarial e a proposta de recrutamento. Ainda assim, o resultado foi muito disruptivo, estimando-se que entre 1914 e 1918 houve 1.945 disputas industriais, resultando em 8.533.061 dias de trabalho perdidos e um déficit de £4.785.607 em salários.
No geral, a guerra teve um impacto significativamente negativo na economia australiana. O Produto Interno Bruto real agregado caiu 9,5% entre 1914 e 1920, enquanto a mobilização de pessoal resultou em uma queda de 6% no emprego civil. Enquanto isso, embora o crescimento populacional continuasse durante os anos de guerra, foi apenas metade da taxa pré-guerra. A renda per capita também caiu acentuadamente, diminuindo 16%.

### Nova Zelândia
O país permaneceu um apoiador entusiasta do Império, alistando 124.211 homens e enviando 100.444 para lutar na Primeira Guerra Mundial. Mais de 18 mil morreram em serviço. O recrutamento foi introduzido em meados de 1916 e, ao final da guerra, cerca de 1 em cada 4 membros da NZEF era conscrito. Como na Austrália, o envolvimento na campanha de Galípoli tornou-se um marco icônico na memória neozelandesa da guerra, frequentemente ligado a concepções de identidade coletiva.
A guerra dividiu o movimento trabalhista, com vários elementos assumindo papéis no esforço de guerra, enquanto outros alegavam que a guerra era uma aventura imperial contra os interesses da classe trabalhadora. Os deputados do Partido Trabalhista frequentemente criticavam a política do governo durante a guerra, e a oposição ao recrutamento levou à formação do moderno Partido Trabalhista em 1916. Tribos maoris próximas ao governo enviaram seus jovens para se voluntariar. A mobilização de mulheres para o trabalho/serviço de guerra foi relativamente pequena em comparação com países mais industrializados, embora cerca de 640 mulheres servissem como enfermeiras, com 500 indo ao exterior.
Forças da Nova Zelândia capturaram Samoa Ocidental da Alemanha no início da guerra, e a Nova Zelândia administrou o país até a independência samoana em 1962. No entanto, muitos samoanos ressentiram-se profundamente da administração, culpando-a pela inflação e pela catastrófica epidemia de gripe de 1918 sob o domínio neozelandês.

### África do Sul
A África do Sul teve um papel militar na guerra, lutando contra os alemães na África Oriental e no Front Ocidental. A opinião pública na África do Sul dividiu-se por linhas raciais e étnicas. Os elementos britânicos apoiaram fortemente a guerra e compuseram a grande maioria dos 146 mil soldados brancos. Nasson diz: "para muitos recrutas entusiastas da União de língua inglesa, ir à guerra era visto como uma aventura emocionante, incentivada pelo desejo de deixar uma marca viril em uma causa heroica". Da mesma forma, o elemento indiano (liderado por Mahatma Gandhi) geralmente apoiava o esforço de guerra. Os africânderes estavam divididos, com alguns, como o primeiro-ministro Louis Botha e o general Jan Smuts, assumindo papéis de liderança proeminentes no esforço de guerra britânico. Sua posição pró-britânica foi rejeitada por muitos africânderes rurais, que favoreciam a Alemanha e lançaram a Rebelião Maritz, uma revolta em pequena escala contra o governo. O movimento sindical também estava dividido. Muitos negros urbanos apoiaram a guerra, esperando que isso elevasse seu status na sociedade, enquanto outros diziam que não era relevante para sua luta por direitos. O elemento mestiço foi geralmente favorável e muitos serviram em um Corpo Mestiço na África Oriental e na França, também esperando melhorar sua situação após a guerra. Negros e mestiços que apoiaram a guerra ficaram amargurados quando a era pós-guerra não trouxe alívio ao domínio branco e às condições restritivas.

### Índia

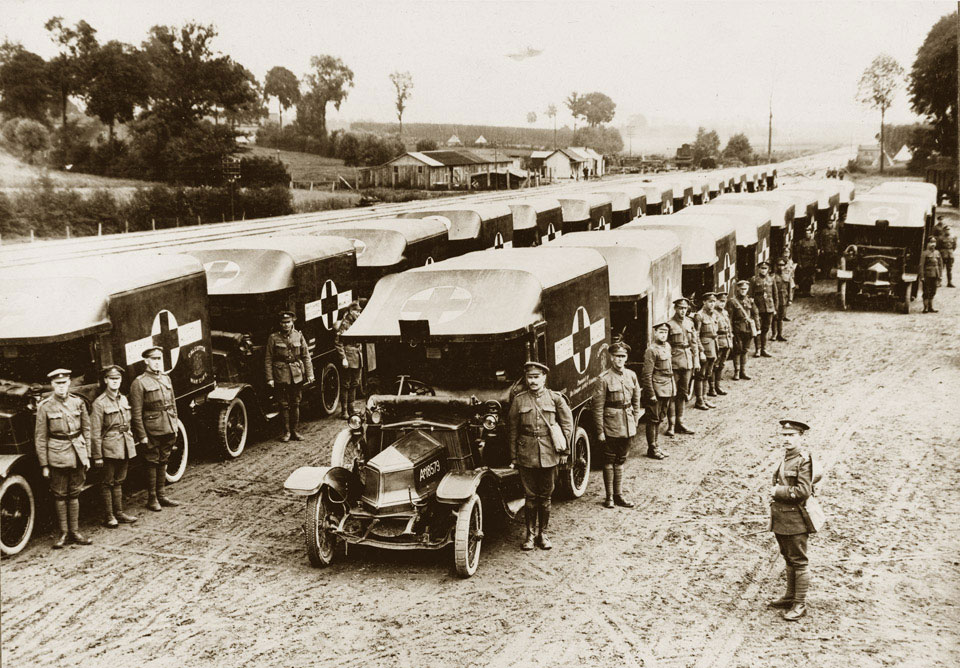
Ambulâncias de Calcutá, Índia, doadas ao esforço de guerra, 1916.

Os britânicos controlavam a Índia (incluindo os atuais Paquistão e Bangladesh) diretamente pelo Raj Britânico ou indiretamente por meio de príncipes locais. O governo colonial da Índia apoiou a guerra entusiasticamente e ampliou o Exército Indiano Britânico em 500%, para 1,4 milhão de homens. Enviou 550 mil ao exterior, com 200 mil indo como trabalhadores ao Front Ocidental e o restante ao teatro do Oriente Médio. Apenas algumas centenas tornaram-se oficiais, mas houve cerca de 100 mil baixas. A principal luta deste último grupo foi na Mesopotâmia (atual Iraque), onde muitos foram mortos e capturados nas fases iniciais da Campanha da Mesopotâmia, mais infamemente durante o Cerco de Kut. O contingente indiano foi inteiramente financiado pelos contribuintes indianos (que não tinham voto nem voz no assunto).
Embora Alemanha e o Império Otomano tentassem incitar subversão antibritânica com a ajuda de lutadores pela liberdade indiana, como Rash Bihari Bose ou Bagha Jatin, eles tiveram virtualmente nenhum sucesso, exceto pelo Motim de Singapura de 1915, parte da Conspiração Gadar. A pequena base industrial indiana expandiu-se dramaticamente para fornecer a maioria dos suprimentos e munições ao teatro do Oriente Médio. Nacionalistas indianos organizaram-se pela primeira vez durante a guerra e ficaram atônitos ao receber pouco em termos de autogoverno após a vitória.
Em 1918, a Índia viveu uma epidemia de influenza e graves escassezes de alimentos.

## Bélgica
Quase toda a Bélgica foi ocupada pelos alemães, mas o governo e o exército escaparam e lutaram em uma estreita faixa da Frente Ocidental. Os invasores alemães trataram qualquer resistência — como sabotagem de linhas férreas — como ilegal e imoral, executando os infratores e queimando edifícios em retaliação. O exército alemão matou mais de 6.500 civis franceses e belgas entre agosto e novembro de 1914, geralmente em grandes execuções quase aleatórias ordenadas por oficiais alemães júniores. O exército alemão destruiu 15 mil a 20 mil edifícios — mais notavelmente a biblioteca universitária de Lovaina (Leuven) — e gerou uma onda de mais de um milhão de refugiados. Mais da metade dos regimentos alemães na Bélgica esteve envolvida em incidentes graves. Milhares de trabalhadores foram enviados à Alemanha para trabalhar em fábricas. A propaganda britânica dramatizando a  Violação da Bélgica atraiu muita atenção nos EUA, enquanto Berlim disse que era legal e necessário devido à ameaça de "franc-tireurs" (guerrilheiros), como na França em 1870. Britânicos e franceses amplificaram os relatos e os disseminaram em casa e nos EUA, onde desempenharam um papel importante em dissolver o apoio à Alemanha.
Os alemães deixaram a Bélgica despojada e estéril. Enviaram máquinas para a Alemanha enquanto destruíam fábricas. Após as atrocidades das primeiras semanas, funcionários civis alemães assumiram o controle e foram geralmente corretos, embora rígidos e severos. Não havia movimento de resistência violenta, mas houve uma resistência passiva espontânea em larga escala, com recusa a trabalhar em benefício da vitória alemã. A Bélgica era altamente industrializada; enquanto fazendas operavam e pequenas lojas permaneciam abertas, a maioria dos grandes estabelecimentos fechou ou reduziu drasticamente sua produção. O corpo docente fechou as universidades; editoras encerraram a maioria dos jornais. A maioria dos belgas "transformou os quatro anos de guerra em umas férias longas e extremamente monótonas", diz Kossmann.
Neutros liderados pelos Estados Unidos criaram a Comissão para Alívio na Bélgica, chefiada pelo engenheiro americano Herbert Hoover. Ela enviou grandes quantidades de alimentos e suprimentos médicos, tentando reservá-los para civis e mantê-los fora das mãos dos alemães. Muitas empresas colaboraram com os alemães, e algumas mulheres coabitaram com seus homens. Elas foram tratadas duramente em uma onda de violência popular em novembro e dezembro de 1918. O governo instaurou processos judiciais para punir os colaboracionistas. Em 1919, o rei organizou um novo ministério e introduziu o sufrágio masculino universal. Os socialistas — em sua maioria trabalhadores pobres — beneficiaram-se mais do que os católicos e liberais de classe média.

### Congo Belga
A borracha era há muito o principal produto de exportação; os níveis de produção se mantiveram, mas sua importância caiu de 77% das exportações (em valor) para apenas 15%. Novos recursos foram explorados, especialmente a mineração de cobre na província de Catanga. A empresa britânica Union Minière dominava a indústria do cobre; usava uma linha ferroviária direta até o mar em Beira. A guerra causou uma alta demanda por cobre, com a produção saltando de 997 toneladas em 1911 para 27 mil toneladas em 1917, caindo para 19 mil toneladas em 1920. Fundições operavam em Lubumbashi; antes da guerra, o cobre era vendido à Alemanha; os britânicos compraram toda a produção em tempo de guerra, com as receitas indo para o governo belga no exílio. A mineração de diamantes e ouro expandiu-se durante a guerra. A empresa britânica Lever Brothers ampliou muito o negócio de óleo de palma durante o conflito, e houve aumento na produção de cacau, arroz e algodão. Novas linhas ferroviárias e de navios a vapor foram abertas para lidar com o tráfego de exportação expandido.

## França
Muitos intelectuais franceses receberam a guerra como uma chance de vingar a humilhação da derrota e perda de território para a Alemanha após a Guerra Franco-Prussiana de 1871. Apenas uma figura importante, o romancista Romain Rolland, manteve seus valores pacifistas internacionalistas; ele se mudou para a Suíça. Após o assassinato do líder socialista Jean Jaurès, um pacifista, no início da guerra, o movimento socialista francês abandonou suas posições antimilitaristas e juntou-se ao esforço de guerra nacional. O primeiro-ministro René Viviani pediu unidade — por uma "União Sagrada"; a França teve poucos dissidentes.
No entanto, o cansaço de guerra foi um fator importante em 1917, alcançando até o exército, com soldados relutantes em atacar — muitos ameaçaram se amotinar —, dizendo que era melhor esperar a chegada de milhões de americanos. Os soldados protestavam não apenas contra a futilidade dos ataques frontais diante das metralhadoras alemãs, mas também contra as condições degradadas nas linhas de frente e em casa, especialmente licenças infrequentes, comida ruim, o uso de coloniais africanos e asiáticos na defesa interna e preocupações com o bem-estar de suas esposas e filhos.
A economia industrial foi gravemente afetada pela invasão alemã das principais áreas industriais do nordeste. Embora a área ocupada em 1913 contivesse apenas 14% dos trabalhadores industriais da França, produzia 58% do aço e 40% do carvão. Um alívio considerável veio com o fluxo de alimentos, dinheiro e matérias-primas americanas em 1917. A chegada de mais de um milhão de soldados americanos em 1918 trouxe gastos pesados em alimentos e materiais de construção. A escassez de mão de obra foi parcialmente aliviada pelo uso de trabalho voluntário e escravo das colônias.
Os danos da guerra totalizaram cerca de 113% do PIB de 1913, principalmente a destruição de capital produtivo e habitação. A dívida nacional subiu de 66% do PIB em 1913 para 170% em 1919, refletindo o uso intenso de emissões de títulos para pagar a guerra. A inflação foi severa, com o franco perdendo mais da metade de seu valor contra a libra britânica.
A guerra mundial encerrou uma era dourada para a imprensa. Seus funcionários mais jovens foram convocados e substitutos masculinos não foram encontrados (mulheres não eram consideradas). O transporte ferroviário foi racionado, menos papel e tinta chegaram, e menos cópias puderam ser enviadas. A inflação aumentou o preço do papel-jornal, sempre escasso. O preço de capa subiu, a circulação caiu e muitos dos 242 diários publicados fora de Paris fecharam. O governo criou a Comissão Interministerial de Imprensa para supervisionar os jornais de perto. Uma agência separada impôs uma censura rígida que resultava em espaços em branco onde notícias ou editoriais eram proibidos. Os diários às vezes se limitavam a apenas duas páginas, em vez das quatro habituais, levando um jornal satírico a tentar relatar as notícias da guerra no mesmo espírito:
Notícias da Guerra. Um meio-zepelim lançou metade de suas bombas sobre combatentes em meio expediente, resultando em um quarto de danos. O zepelim, meio atacado por uma porção de meio-canhões antiaéreos, foi meio destruído.
Georges Clemenceau tornou-se primeiro-ministro em novembro de 1917, em um momento de derrotismo e acrimônia. A Itália estava na defensiva, a Rússia havia se rendido. Os civis estavam irritados, pois as provisões diminuíam e a ameaça de ataques aéreos alemães crescia. Clemenceau percebeu que sua prioridade era restaurar o moral civil. Ele prendeu Joseph Caillaux, ex-primeiro-ministro francês, por advogar abertamente negociações de paz. Ganhou apoio de todos os partidos para lutar até a vitória, clamando por "la guerre jusqu'au bout" (guerra até o fim).

## Rússia
A Rússia czarista estava sendo dilacerada em 1914 e não estava preparada para lutar uma guerra moderna. O setor industrial era pequeno, as finanças eram precárias, as áreas rurais mal conseguiam se alimentar. O controle do Mar Báltico pela frota alemã e do Mar Negro por forças alemãs e otomanas combinadas impedia a Rússia de importar suprimentos ou exportar bens. Em meados de 1915, o impacto da guerra era desmoralizante. Alimentos e combustíveis eram escassos, as baixas de guerra continuavam subindo e a inflação aumentava. Greves cresciam entre trabalhadores fabris mal pagos, e os camponeses, que queriam reformas agrárias, estavam inquietos. Enquanto isso, a desconfiança da elite nas decisões incompetentes no mais alto nível aprofundou-se quando um místico semianalfabeto, Grigori Rasputin, ganhou enorme influência sobre o czar e sua esposa até ser assassinado em 1916. Grandes greves eclodiram no início de 1917, e o exército ficou do lado dos grevistas na Revolução de Fevereiro. O czar abdicou. O reformador liberal Alexander Kerensky assumiu o poder em julho, mas na Revolução de Outubro, Lenin e os bolcheviques tomaram o controle. No início de 1918, assinaram o Tratado de Brest-Litovsk que tornou a Alemanha dominante na Europa Oriental, enquanto a Rússia mergulhava em anos de guerra civil.
Embora a burocracia central estivesse sobrecarregada e mal liderada, Fallows mostra que as localidades entraram em ação motivadas por patriotismo, pragmatismo, interesse econômico e política partidária. A distribuição de alimentos foi o principal papel da maior rede, chamada "União dos Zemstvos". Ela também criou hospitais e estações de refugiados.

## Itália
A Itália decidiu não honrar sua Tríplice Aliança com Alemanha e Áustria, permanecendo inicialmente neutra. A opinião pública na Itália estava fortemente dividida, com católicos e socialistas pedindo paz. No entanto, os nacionalistas viam a oportunidade de ganhar sua "irredenta" — as regiões fronteiriças controladas pela Áustria. Os nacionalistas prevaleceram, e em abril de 1915, o governo italiano concordou secretamente com o Tratado de Londres, em que Reino Unido e França prometeram que, se a Itália declarasse guerra à Áustria, receberia suas recompensas territoriais. O exército italiano de 875 mil homens era mal liderado e carecia de artilharia pesada e metralhadoras. A base industrial era pequena demais para fornecer quantidades adequadas de equipamentos modernos, e a base rural antiquada não produzia muito excedente de alimentos. A guerra estagnou com uma dúzia de batalhas indecisivas em uma frente muito estreita ao longo do rio Isonzo, onde os austríacos mantinham o terreno elevado. Em 1916, a Itália declarou guerra à Alemanha, que fornecia ajuda significativa aos austríacos. Cerca de 650 mil soldados italianos morreram e 950 mil foram feridos, enquanto a economia precisava de financiamento em larga escala dos Aliados para sobreviver.
Antes da guerra, o governo ignorava questões trabalhistas, mas agora precisava intervir para mobilizar a produção de guerra. Com o principal partido socialista da classe trabalhadora relutante em apoiar o esforço de guerra, greves eram frequentes e a cooperação era mínima, especialmente nos redutos socialistas de Piemonte e Lombardia. O governo impôs escalas salariais altas, bem como negociação coletiva e esquemas de seguro. Muitas grandes empresas expandiram dramaticamente. Por exemplo, a força de trabalho na empresa de munições Ansaldo cresceu de 6 mil para 110 mil trabalhadores, produzindo 10.900 peças de artilharia, 3.800 aviões de guerra, 95 navios de guerra e 10 milhões de projéteis de artilharia. Na Fiat, a força de trabalho passou de 4 mil para 40 mil. A inflação dobrou o custo de vida. Os salários industriais acompanharam, mas não os dos trabalhadores rurais. O descontentamento era alto nas áreas rurais, pois muitos homens foram levados para o serviço, empregos industriais não estavam disponíveis, os salários cresciam lentamente e a inflação era igualmente ruim.
A Itália bloqueou negociações sérias de paz, permanecendo na guerra principalmente para ganhar novos territórios. O Tratado de Saint-Germain concedeu à nação italiana vitoriosa a metade sul do Condado do Tirol, Trieste, Ístria e a cidade de Zadar. A Itália não recebeu outros territórios prometidos pelo Tratado de Londres, então essa vitória foi considerada "mutilada" (vittoria mutilata). Em 1922, a Itália anexou formalmente o Dodecaneso (Possedimenti Italiani dell'Egeo), que ocupara durante a guerra anterior com a Turquia.

## Estados Unidos
O presidente Woodrow Wilson assumiu total controle da política externa, proclamando neutralidade, mas advertindo a Alemanha de que a retomada da guerra submarina irrestrita contra navios americanos significaria guerra. Os esforços de mediação de Wilson falharam, assim como as tentativas de paz patrocinadas pelo industrial Henry Ford, que não tiveram sucesso. A Alemanha decidiu arriscar e tentar vencer cortando o abastecimento do Reino Unido; os Estados Unidos declararam guerra em abril de 1917. O país possuía a maior base industrial, financeira e agrícola entre as grandes potências, mas levou de 12 a 18 meses para reorientá-la completamente ao esforço de guerra. A partir de meados de 1917, dinheiro, alimentos e munições americanos fluíram livremente para a Europa, embora as tropas chegassem lentamente. O Exército dos EUA em 1917 era pequeno e mal equipado.

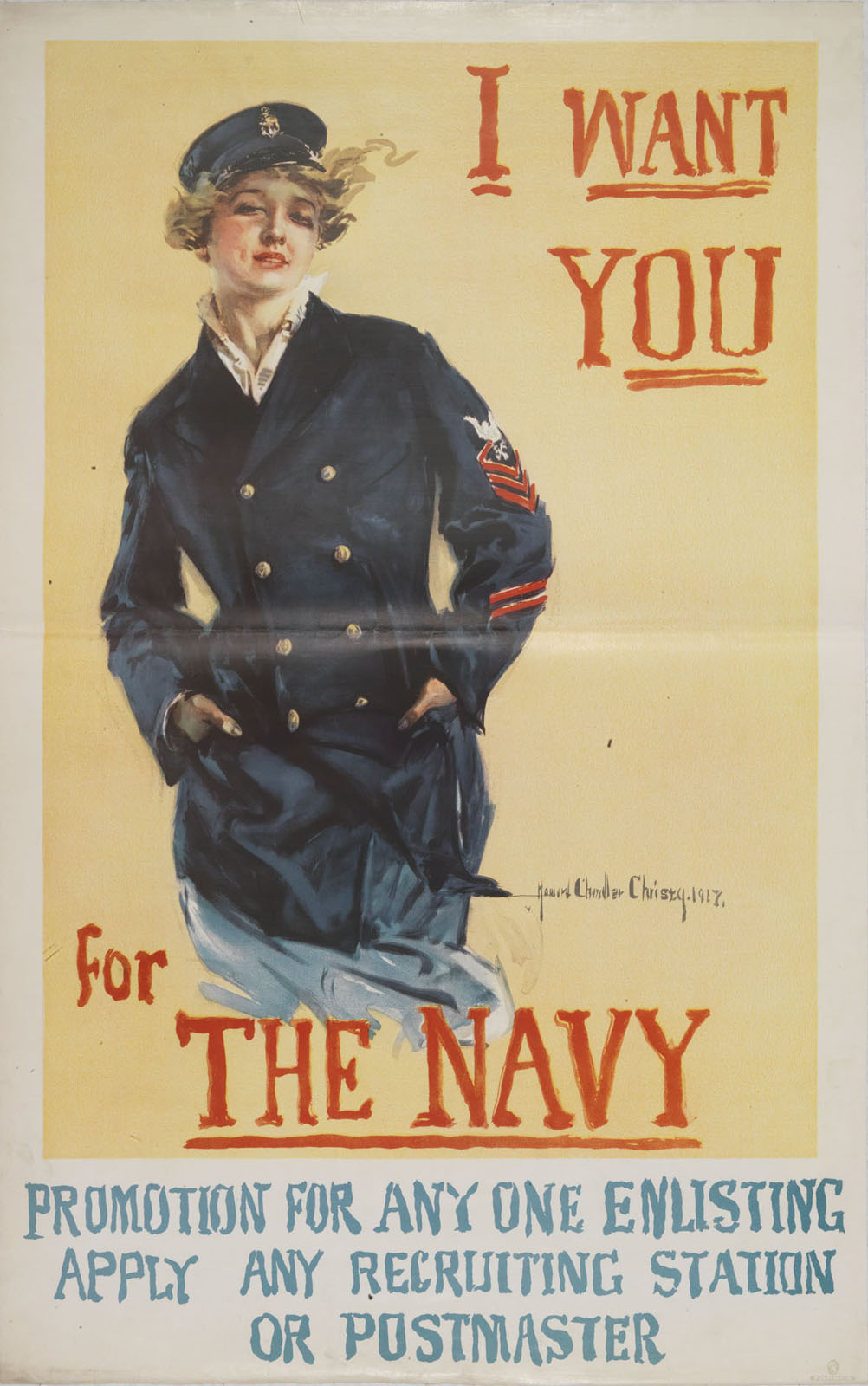
Cartaz da Marinha por Howard Chandler Christy

O recrutamento começou em meados de 1917, mas voluntários também foram aceitos. Quatro milhões de homens e milhares de mulheres ingressaram nos serviços militares durante o conflito. No verão de 1918, soldados americanos sob o comando do general John J. Pershing chegavam à França a uma taxa de 10 mil por dia, enquanto a Alemanha não conseguia repor suas perdas. O resultado foi a vitória dos Aliados em novembro de 1918.
Campanhas de propaganda dirigidas pelo governo moldaram o humor público em direção ao patriotismo e à compra voluntária de títulos de guerra. O Comitê de Informação Pública (CPI) controlava as informações sobre a guerra e fornecia propaganda pró-guerra, com apoio da privada Liga Protetora Americana e de diversos oradores locais. A Lei de Sedição de 1918 criminalizou qualquer expressão de opinião que usasse "linguagem desleal, profana, escandalosa ou abusiva" sobre o governo, a bandeira ou as forças armadas dos EUA. Os principais opositores da guerra foram os Wobblies e os socialistas, muitos dos quais foram condenados por obstruir deliberadamente o esforço de guerra e sentenciados à prisão, incluindo o candidato presidencial socialista Eugene Debs.
Woodrow Wilson desempenhou um papel central na definição dos objetivos de guerra dos Aliados em 1917-1918 (embora os EUA nunca tenham se juntado oficialmente aos Aliados). Ele exigiu que a Alemanha depusesse o Kaiser e aceitasse os termos de seus Quatorze Pontos. Wilson dominou a Conferência de Paz de Paris de 1919, mas a Alemanha foi tratada duramente pelos Aliados no Tratado de Versalhes (1919), enquanto Wilson depositava todas as suas esperanças na nova Sociedade das Nações. Ele se recusou a negociar com os republicanos do Senado sobre a questão do poder congressional para declarar guerra, e o Senado rejeitou o tratado e a Liga.

## Alemanha
Em 1915, o bloqueio naval britânico interrompeu as importações de alimentos, e as condições na frente interna deterioraram-se rapidamente, com severas escassezes alimentares relatadas em todas as áreas urbanas. As causas incluíam a transferência de muitos agricultores e trabalhadores do setor alimentício para o serviço militar, aliada à sobrecarga do sistema ferroviário, à escassez de carvão e ao bloqueio britânico que cortou as importações do exterior. O inverno de 1916-1917 ficou conhecido como o "inverno dos nabos" (de:Steckrübenwinter), pois esse vegetal, geralmente usado como ração para gado, passou a substituir batatas e carne, que se tornaram cada vez mais escassos. Milhares de restaurantes populares foram abertos para alimentar os famintos, que reclamavam que os agricultores estavam guardando os alimentos para si mesmos. Até mesmo o exército precisou reduzir as porções dos soldados. Comparado ao período de paz, cerca de 474 mil civis adicionais morreram, principalmente porque a desnutrição enfraquecera os corpos. Segundo o historiador William H. McNeill:
Em 1917, após três anos de guerra, os diversos grupos e hierarquias burocráticas que operavam mais ou menos independentemente uns dos outros em tempos de paz (e frequentemente trabalhavam com propósitos opostos) foram subordinados a um deles (e talvez o mais eficiente): o Estado-Maior General. Oficiais militares controlavam autoridades civis do governo, os quadros de bancos, cartéis, empresas e fábricas, engenheiros e cientistas, trabalhadores, agricultores — praticamente todos os elementos da sociedade alemã; todos os esforços eram dirigidos, em teoria e em grande parte na prática, para avançar o esforço de guerra.
O moral de civis e soldados continuava a declinar, mas, sob o lema de "compartilhar a escassez", a burocracia alemã geriu um sistema de racionamento eficiente mesmo assim.

### Revolução política
No final de outubro de 1918, eclodiu a Revolução Alemã de 1918–19, quando unidades da Marinha Alemã se recusaram a zarpar para uma última operação em grande escala em uma guerra que consideravam praticamente perdida (o  Motim de Kiel). Em 3 de novembro, a revolta espalhou-se para outras cidades e estados do país, onde foram estabelecidos conselhos de trabalhadores e soldados em muitos locais (→Revolução Alemã de 1918–19). Enquanto isso, Hindenburg e os comandantes seniores perderam a confiança no Kaiser Guilherme II e em seu governo.
O Kaiser e todos os príncipes governantes alemães abdicaram. Em 9 de novembro de 1918, o social-democrata Philipp Scheidemann (1865-1939) proclamou uma República. Em 11 de novembro, o armistício encerrou a guerra com uma derrota total para a Alemanha. A Renânia foi ocupada pelos Aliados (até 1923/1930).

## Áustria-Hungria
O Império, predominantemente rural, possuía uma pequena base industrial, mas sua maior contribuição foi mão de obra e alimentos. Ainda assim, a Áustria-Hungria era mais urbanizada (25%) do que seus reais oponentes na Primeira Guerra Mundial, como o Império Russo (13,4%), a Sérvia (13,2%) ou a Romênia (18,8%). Além disso, o Império Austro-Húngaro tinha uma economia mais industrializada e um PIB per capita mais alto que o Reino da Itália, que era economicamente o adversário real mais desenvolvido do Império. Na defesa interna, os alimentos tornaram-se cada vez mais escassos, assim como o combustível para aquecimento. A população de suínos caiu 90%, pois os estoques reduzidos de presunto e bacon foram consumidos pelo Exército. A Hungria, com sua forte base agrícola, estava um pouco melhor alimentada. O moral caía a cada ano, e as diversas nacionalidades desistiram do Império, buscando formas de estabelecer seus próprios estados-nação.
A inflação disparou, passando de um índice de 129 em 1914 para 1589 em 1918, eliminando as economias em dinheiro da classe média. Em termos de danos econômicos causados pela guerra, o conflito consumiu cerca de 20% do PIB. Os soldados mortos representaram cerca de 4% da força de trabalho de 1914, e os feridos, outros 6%. Comparado a todos os principais países na guerra, a taxa de mortalidade e baixas da Áustria estava entre as mais altas.
Enquanto o exército alemão reconhecia a necessidade de cooperação estreita com a frente interna, os oficiais habsburgos se viam como completamente separados do mundo civil e superiores a ele. Ao ocuparem áreas produtivas, como a Romênia, confiscavam estoques de alimentos e outros suprimentos para seus próprios fins, bloqueando quaisquer envios destinados aos civis no Império Austro-Húngaro. Como resultado, os oficiais viviam bem, enquanto os civis começavam a passar fome. Viena até transferiu unidades de treinamento para a Sérvia e a Polônia exclusivamente para alimentá-las. Ao todo, o Exército obteve cerca de 15% de suas necessidades de cereais de territórios ocupados.

## Império Otomano
O Império Otomano, há muito considerado o "homem doente da Europa", em 1914 havia sido expulso de quase toda a Europa e perdido sua influência no Norte da África. Ainda controlava 23 milhões de pessoas, das quais 17 milhões estavam na atual Turquia, três milhões na Síria, Líbano e Palestina, e 2,5 milhões na Mesopotâmia (atual Iraque). Outros 5,5 milhões estavam sob domínio nominal otomano na Península Arábica.
Uma facção do movimento dos Jovens Turcos, o Comitê União e Progresso, transformou o Império Otomano em um estado de partido único após um golpe em 1913; eles mobilizaram a sociedade do país para a guerra, implementando numerosas reformas políticas e econômicas. Os unionistas, por meio de seu Comitê de Defesa Nacional, promoveram o nacionalismo pan-turco baseado na Anatólia. Os Jovens Turcos criaram novas organizações, como a Sociedade do Crescente Vermelho Otomano, a Liga Naval Otomana e o Comitê de Defesa Nacional, para estender sua influência política à classe média, mobilizar apoio ao esforço de guerra e construir uma identidade turca. Quando a guerra eclodiu, o sultão, em sua capacidade de califa, emitiu uma jihad, convocando todos os muçulmanos no Egito, Índia e outros territórios aliados a se revoltarem contra seus governantes cristãos. Poucos atenderam ao chamado. Enquanto isso, muitos árabes se voltaram contra os turcos e iniciaram a Revolta Árabe.
Reagindo ao medo de que os armênios pudessem ser uma potencial quinta-coluna para o exército russo, o CUP evacuou forçadamente os armênios do leste da Anatólia, independentemente das 600 mil ou mais vidas perdidas no Genocídio armênio. Em outubro de 1918, com os Aliados ganhando terreno nas frentes Macedônica e da Palestina, os Três Paxás, o triunvirato unionista no poder, fugiram para o exílio. O Armistício de Mudros encerrou a Primeira Guerra Mundial entre os Aliados e o Império Otomano, mas os turcos logo se veriam novamente no campo de batalha contra os Aliados na Guerra de Independência Turca.

### Impactos econômicos
O esforço de guerra no Império Otomano foi fortemente sentido por aqueles que viviam no Império. Como o império foi bloqueado pelas potências da Entente e o sistema de transporte era amplamente ineficiente, enfrentou enormes desafios para atender tanto aos civis quanto aos militares.
No Império Otomano durante a Primeira Guerra Mundial, praticamente todos os cidadãos otomanos do sexo masculino eram esperados para servir no exército. Nos anos anteriores à guerra, muitas isenções que existiam foram eliminadas, como as para estudantes, não-muçulmanos e moradores da capital nacional. Altos níveis de deserção, apesar da ameaça de pena de morte como punição, foram relatados entre o alistamento e o treinamento, devido ao tempo prolongado entre essas etapas e à demora no processamento do número incrivelmente grande de recrutas. Era possível evitar o serviço militar pagando uma taxa. As novas políticas de conscrição eram impopulares.

## Bálcãs

### Sérvia
Apesar de seu pequeno tamanho e população de 4,6 milhões, a Sérvia teve a mobilização de mão de obra mais eficaz da guerra e contava com um corpo de oficiais altamente profissional. Convocou 350 mil homens às armas, dos quais 185 mil estavam em unidades de combate. No entanto, as baixas e o gasto de munições nas Guerras Balcânicas deixaram a Sérvia esgotada e dependente da França para suprimentos. A Áustria invadiu duas vezes em 1914 e foi repelida após ambos os exércitos sofrerem perdas muito pesadas. Muitos soldados austríacos capturados eram eslavos e juntaram-se à causa sérvia. O ano de 1915 foi pacífico no sentido de que não houve ações militares, mas os suprimentos de alimentos estavam perigosamente baixos e uma série de epidemias mortais atingiu o país, especialmente a de tifo. O número de mortos por epidemias foi de cerca de 100 mil civis, 35 mil soldados e 30 mil prisioneiros de guerra.
No final de 1915, porém, generais alemães assumiram o controle e invadiram a Sérvia com forças austríacas e búlgaras. O exército sérvio recuou apressadamente para o oeste, mas apenas 70 mil conseguiram escapar, e a Sérvia tornou-se uma terra ocupada. O número de doentes aumentava, mas os austríacos foram pragmáticos e pagaram bem pelos suprimentos de alimentos, de modo que as condições não eram severas. Em vez disso, a Áustria tentou despolitizar a Sérvia, minimizar a violência e integrar o país ao Império. Apesar disso, o nacionalismo sérvio permaneceu desafiador, e muitos jovens escaparam para ajudar a reconstruir o exército sérvio no exílio.
A França provou ser uma aliada inestimável durante a guerra e seus exércitos, junto com unidades sérvias reorganizadas, avançaram a partir da Grécia em 1918 e libertaram a Sérvia, Montenegro e Voivodina.
A guerra terminou com um custo humano muito alto, com 615 mil dos 707 mil soldados sérvios mortos, além de 600 mil civis mortos. O número de mortos em Montenegro também foi elevado. A Sérvia alcançou seus objetivos políticos ao formar o novo Reino dos Sérvios, Croatas e Eslovenos (posteriormente Iugoslávia) em 1918. Criar um "iugoslavo" modelo como exemplo de nação unida contendo diversas etnias, línguas e religiões provou-se mais difícil. Por exemplo, Montenegro foi incluído, mas, temendo perder suas tradições culturais, houve uma revolta que o exército sérvio reprimiu.

### Bulgária
A Bulgária, uma nação rural pobre com 4,5 milhões de habitantes, buscava adquirir a Macedônia, mas quando tentou, sofreu derrota em 1913 na Segunda Guerra Balcânica. Na Primeira Guerra Mundial, a Bulgária inicialmente permaneceu neutra. No entanto, seus líderes ainda esperavam obter a Macedônia, controlada por um Aliado, a Sérvia. Em 1915, juntar-se às Potências Centrais parecia o melhor caminho. A Bulgária mobilizou um exército muito grande de 800 mil homens, usando equipamentos fornecidos pela Alemanha. A invasão búlgaro-germano-austríaca da Sérvia em 1915 trouxe uma vitória rápida, mas até o final daquele ano, a Bulgária também estava lutando contra britânicos e franceses — além dos romenos em 1916 e dos gregos em 1917. A Bulgária estava mal preparada para uma guerra longa; a ausência de tantos soldados reduziu drasticamente a produção agrícola. Grande parte de seus melhores alimentos foi contrabandeada para alimentar mercados negros lucrativos em outros lugares. Em 1918, os soldados estavam não apenas sem equipamentos básicos como botas, mas também sendo alimentados principalmente com pão de milho e um pouco de carne. A Alemanha assumiu cada vez mais o controle, e as relações da Bulgária com seu aliado, o Império Otomano, azedaram. A ofensiva aliada em setembro de 1918 destruiu os remanescentes do poder militar e do moral civil búlgaro. Tropas se amotinaram e camponeses, liderados por Aleksandar Stamboliyski, revoltaram-se, exigindo paz. Até o final daquele mês, a Bulgária assinou um armistício, desistindo de suas conquistas e de seu equipamento militar. O czar búlgaro abdicou, e a guerra da Bulgária terminou. O Tratado de Neuilly-sur-Seine em 1919 despojou a Bulgária de suas conquistas, reduziu seu exército a 20 mil homens e exigiu reparações de £100 milhões.

### Grécia
A Grécia, exausta pelas guerras balcânicas, buscava permanecer neutra, mas sua posição estratégica como porta de entrada para os Bálcãs tornou isso impossível. No Cisma Nacional, Rei Constantino I, um tradicionalista com laços alemães, confrontou-se com seu primeiro-ministro liberal modernizador Elefthérios Venizélos, que simpatizava com os Aliados. Venizélos, com apoio aliado, estabeleceu o efêmero "estado" grego de Salônica, de outubro de 1916 a junho de 1917. Um bloqueio aliado forçou o rei a abdicar em junho de 1917. Venizélos assumiu pleno controle, e a Grécia alinhou-se aos Aliados e declarou guerra. A Grécia serviu como base de preparação para numerosas unidades francesas, sérvias e outras aliadas. Ao fim da guerra, o exército grego contava com 300 mil homens e teve cerca de 5 mil baixas. O cisma entre modernizadores e tradicionalistas não se resolveu e, por décadas, foi o fator polarizador na política grega.

## Ásia

### China
O senhor da guerra Duan Qirui era o líder mais poderoso da China. Ele dissolveu o parlamento e declarou guerra à Alemanha e à Áustria-Hungria em 13 de agosto de 1917. Nacionais inimigos foram detidos e seus bens confiscados. Cerca de 175 mil trabalhadores chineses voluntariaram-se para posições bem remuneradas no corpo de trabalho chinês [en] que serviram aos Aliados atrás das linhas na França, na África e em navios de suprimento. Cerca de 10 mil morreram, incluindo mais de 500 em navios afundados por submarinos. Nenhum soldado foi enviado ao exterior.

### Japão
Os militares japoneses tomaram possessões alemãs no Pacífico e no Leste Asiático, mas não houve uma mobilização em grande escala da economia. O ministro das Relações Exteriores, Katō Takaaki, e o primeiro-ministro, Ōkuma Shigenobu, queriam usar a oportunidade para expandir a influência japonesa na China. Eles alistaram Sun Yat-sen (1866–1925), então exilado no Japão, mas tiveram pouco sucesso. A Marinha Imperial, uma instituição burocrática quase autônoma, tomou sua própria decisão de expandir-se no Pacífico. Capturou os territórios micronésios da Alemanha ao norte do equador e governou as ilhas até 1921. A operação deu à Marinha uma justificativa para aumentar seu orçamento ao dobro do orçamento do exército e expandir a frota. Assim, a Marinha ganhou influência política significativa sobre os assuntos nacionais e internacionais.
A inflação fez os preços do arroz quadruplicarem, levando a pequenos protestos por todo o país em 1918. O governo fez milhares de prisões e impediu os jornais de relatar os distúrbios. Cerca de 250 mil pessoas morreram na epidemia de gripe espanhola no final de 1918. A taxa de mortalidade foi muito menor que em outros países principais porque um pouco de imunidade havia se desenvolvido a partir de um surto leve anterior; autoridades de saúde pública alertaram com sucesso as pessoas para evitar contato; e o uso de inoculação, ervas, máscaras e gargarejos.

### Economia
- Broadberry, Stephen, and Mark Harrison, eds. The Economics of World War I (2005) ISBN 0-521-85212-9. Abrange a França, a Grã-Bretanha, os EUA, a Rússia, a Itália, a Alemanha, a Áustria-Hungria, o Império Otomano e a Holanda, 362pp; trecho; resenha online (em inglês)

- Grayzel, Susan. Women and the First World War (2002), cobertura mundial (em inglês)

- Stevenson, David. With Our Backs to the Wall: Victory and Defeat in 1918 (2011) excerpt and text search, pp 350–438, cobertura dos principais países (em inglês)

- Hardach, Gerd. The First World War 1914–1918 (1977), história econômica das principais potências (em inglês)

- Thorp, William Long. Business Annals: United States, England, France, Germany, Austria, Russia, Sweden Netherlands, Italy, Argentina, Brazil, Canada, South Africa, Australia, India, Japan, China (1926) resumo em cápsula das condições em cada país para cada trimestre do ano 1790-1925(em inglês)

### Reino Unido
- Butler, Simon. The War Horses: The Tragic Fate of a Million Horses Sacrificed in the First World War (2011) (em inglês)

- Cassar, George. Lloyd George at War, 1916–1918 (2009) trecho (em inglês)

- Cooksley, Peter. The Home Front: Civilian Life in World War One (2006) (em inglês)

- Dewey, P. E. "Food Production and Policy in the United Kingdom, 1914–1918," Transactions of the Royal Historical Society (1980). v. 30, pp 71–89. in JSTOR (em inglês)

- Doyle, Peter. First World War Britain: 1914–1919 (2012) (em inglês)

- Fairlie, John A. British War Administration (1919) online (em inglês)

- Ferguson, Niall The Pity of War (1999), 563pp; temas culturais e econômicos (em inglês)

- French, David. The Strategy of the Lloyd George Coalition, 1916–1918 Oxford University Press, 1995 (em inglês)

- Fry, Michael. "Political Change in Britain, August 1914 to December 1916: Lloyd George Replaces Asquith: The Issues Underlying the Drama," Historical Journal (1988) 31#3 pp. 609–627 in JSTOR (em inglês)

- Goebel, Stefan and White, Jerry. 'London and the First World War'. London Journal 41:3 (2016), 1–20. (em inglês)

- Gregory, Adrian. The Last Great War: British Society and the First World War (2009) trecho (em inglês)

- Grigg, John. Lloyd George: war leader, 1916–1918 (2002) (em inglês)

- Havighurst, Alfred F. Twentieth-Century Britain. 1966. standard survey (em inglês)

- Hazlehurst, Cameron. "Asquith as Prime Minister, 1908–1916," The English Historical Review Vol. 85, No. 336 (Jul. 1970), pp. 502–531 in JSTOR (em inglês)

- Johnson, Matthew. "The Liberal War Committee and the Liberal Advocacy of Conscription in Britain, 1914–1916," Historical Journal, Vol. 51, No. 2 (June, 2008), pp. 399–420 in JSTOR (em inglês)

- Little, John Gordon. "H. H. Asquith and Britain's Manpower Problem, 1914–1915." History 1997 82(267): 397–409. ISSN 0018-2648; admite que o problema era grave, mas exonera Asquith Texto completo: em Ebsco (em inglês)

- Marwick, Arthur. The Deluge: British Society and the First World War, (1965) (em inglês)

- Matthew, H. C. G. "Asquith, Herbert Henry, first earl of Oxford and Asquith (1852–1928)", Oxford Dictionary of National Biography, online (em inglês)

- Offer, Avner. The First World War: An Agrarian Interpretation (1991), sobre o suprimento de alimentos da Grã-Bretanha e da Alemanha (em inglês)

- Paddock, Troy R. E. A call to arms: propaganda, public opinion, and newspapers in the Great War (2004) (em inglês)

- Silbey, David. The British Working Class and Enthusiasm for War, 1914–1916 (2005) (em inglês)

- Simmonds, Alan G. V. Britain and World War One (2011) trecho (em inglês)

- Storey, Neil R. Women in the First World War (2010) (em inglês)

- Swift, David. "The War Emergency: Workers' National Committee." History Workshop Journal 81 (2016): 84-105.  (em inglês)

- Swift, David. For Class and Country: the Patriotic Left and the First World War (2017) (em inglês)

- Taylor, A.J.P. English History: 1914–1945 (1965) pp 1–119 (em inglês)

- Turner, John, ed. Britain and the First World War (1988). (em inglês)

- Williams, John. The Home Fronts: Britain, France and Germany 1914-1918 (1972) Britain: pp 49–71, 111-33, 178-98 and 246-60. (em inglês)

- Wilson, Trevor. The Myriad Faces of War: Britain and the Great War 1914–1918 (1989) trecho 864pp; abrange tanto a frente doméstica quanto os campos de batalha (em inglês)

- Winter, J.M. The Great War and the British People  (1986), Amplo estudo acadêmico da demografia dos soldados e do front doméstico. online (em inglês)

- Winter, Jay, and Jean-Louis Robert, eds. Capital Cities at War: Paris, London, Berlin 1914–1919 (2 vol. 1999, 2007), 30 chapters 1200pp; cobre Londres e uma cobertura abrangente de outras por acadêmicos vol 1; vol 2 (em inglês)

- Whetham, Edith H. The Agrarian History of England and Wales: Volume VIII: 1914-39 (Cambridge University Press, 1978), pp 70–123 (em inglês)

#### Anuários
- Annual Register 1915 (em inglês)

- Annual Register 1916 (em inglês)

- Annual Register 1917 (em inglês)

- Annual Register 1918 (em inglês)

- Annual Register 1919 (em inglês)

#### Historiografia
- Holbrook, Carolyn, and Nathan Wise. "In the Shadow of Anzac: Labour Historiography of the First World War in Australia." History Compass 14.7 (2016): 314-325. link (em inglês)

- Offer, Avner. The First World War: An Agrarian Interpretation (1991), sobre o suprimento de alimentos da Grã-Bretanha e do Império, e da Alemanha (em inglês)

- War Office. Statistics of the Military Effort of the British Empire During the Great War 1914–1920 (London, 1922), 880pp online (em inglês)

#### Império Britânico, Domínios, Índia
- Beaumont, Joan. Australia's War, 1914–1918 (1995). (em inglês)

- Condliffe, J. B. " New Zealand during the War," Economic Journal (1919) 29#114 pp. 167–185 in JSTOR, livre, mobilização econômica (em inglês)

- Crawford, John, and Ian McGibbon, eds. New Zealand's Great War: New Zealand, the Allies and the First World War (2008) (em inglês)

- Keith, Arthur Berriedale (1921). War government of the British dominions (em inglês). [S.l.]: Clarendon Press. Australia.

- Brown R. C., and Ramsay Cook. Canada, 1896–1921 A Nation Transformed. (1974), uma pesquisa padrão (em inglês)

- Grundlingh, Albert M. Fighting their own war: South African blacks and the First World War (Ravan Press of South Africa, 1987). (em inglês)

- Loveridge, Steven, Calls to Arms: New Zealand Society and Commitment to the Great War (2014) (em inglês)

- Macintyre, Stuart. The Oxford History of Australia: Volume 4: 1901–42, the Succeeding Age (1993) (em inglês)

- MacKenzie, David, ed. Canada and the First World War (2005) 16 ensaios de importantes acadêmicos, trecho (em inglês)

- Marti, Steve. For Home and Empire: Voluntary Mobilization in Australia, Canada, and New Zealand during the First World War (2020) trecho (em inglês)

- Morton, Desmond, and Jack Granatstein. Marching to Armageddon: Canadians and the Great War 1914–1919 (1989) (em inglês)

- Nasson, Bill. Springboks on the Somme: South Africa in the Great War, 1914–1918 (Johannesburg and New York, Penguin, 2007) (em inglês)

- Parsons, Gwen. "The New Zealand Home Front during World War One and World War Two." History Compass 11.6 (2013): 419-428. (em inglês)

- Samson, Anne. Britain, South Africa and the East Africa Campaign, 1914–1918: The Union Comes of Age (2006) 262pp (em inglês)

- Shaw, Amy. "Expanding the Narrative: A First World War with Women, Children, and Grief," Canadian Historical Review (2014) 95#3 pp 398–406. online (em inglês)

- Tinker, Hugh. "India in the First World War and after." Journal of contemporary history 3.4 (1968): 89-107. in JSTOR (em inglês)

- Winegard, Timothy C. Indigenous Peoples of the British Dominions and the First World War (2012) trecho, abrange Canadá, Austrália, Newfoundland, Nova Zelândia e África do Sul (em inglês)

### França
- Audoin-Rouzeau, Stéphane, and Annette Becker. 14-18: Understanding the Great War (2003) trecho (em inglês)

- Becker, Jean Jacques. The Great War and the French People (1986) (em inglês)

- Cabanes Bruno. August 1914: France, the Great War, and a Month That Changed the World Forever (2016) argumenta que a taxa extremamente alta de baixas no primeiro mês de combate transformou permanentemente a França. (em inglês)

- Darrow, Margaret H. French Women and the First World War: War Stories of the Home Front (Berg, 2000) (em inglês) ISBN 1859733662

- Fridenson, Patrick. The French home front, 1914–1918 (1992) (em inglês)

- Grayzel, Susan R. Women's identities at war: gender, motherhood, and politics in Britain and France during the First World War (1999). (em inglês)

- Greenhalgh, Elizabeth. "Writing about France's Great War." (2005): 601-612. in JSTOR (em inglês)

- McPhail, Helen. The Long Silence: The Tragedy of Occupied France in World War I (2014) (em inglês)

- Smith, Leonard V. et al. France and the Great War (2003) 222pp; trecho (em inglês)

- Williams, John. The Other Battleground The Home Fronts: Britain, France and Germany 1914-1918 (1972) pp 72–89, 134-47, 199-223, 261-72. (em inglês)

- Winter, Jay, and Jean-Louis Robert, eds. Capital Cities at War: Paris, London, Berlin 1914–1919 (2 vol. 1999, 2007), 30 chapters 1200pp; cobertura abrangente por acadêmicos vol 1; vol 2 (em inglês)

### Rússia
- Badcock, Sarah. "The Russian Revolution: Broadening Understandings of 1917." History Compass 6.1 (2008): 243-262. Historiography online (em inglês)

- Gatrell, Peter. Russia's First World War: A Social and Economic History (2005). (em inglês)

- Gatrell, Peter. "Tsarist Russia at War: The View from Above, 1914–February 1917" Journal of Modern History 87#4 (2015) 668-700 online (em inglês)

- Gaudin, Corinne. "Rural Echoes of World War I: War Talk in the Russian Village." Jahrbücher für Geschichte Osteuropas (2008): 391-414. in English. (em inglês)

- Jahn, Hubertus F. Patriotic Culture in Russia During World War I (1998) (em inglês)

- Lincoln, W. Bruce. Passage through Armageddon: the Russians in war and revolution, 1914-1918 (1986) (em inglês)

- Sanborn, Joshua A. Imperial Apocalypse: The Great War and the Destruction of the Russian Empire (2014). excerpt (em inglês)

- Sanborn, Joshua A. Drafting the Russian Nation: Military Conscription, Total War, and Mass Politics, 1905-1925 (2003) (em inglês)

- Sanborn, Joshua A. "The Mobilization of 1914 and the Question of the Russian Nation: A Reexamination," Slavic Review 59#2 (2000), pp. 267–289 in JSTOR (em inglês)

- Wade, Rex A. The Russian Revolution, 1917 (Cambridge UP, 2000). (em inglês)

- Wood, Alan. The Origins of the Russian Revolution, 1861–1917 (Routledge, 2004) (em inglês)

### EUA
- Bassett, John Spencer. Our War with Germany: A History (1919) online (em inglês)

- Chambers, John W., II. To Raise an Army: The Draft Comes to Modern America (1987) (em inglês)

- Keene, Jennifer D. "Remembering the 'Forgotten War': American Historiography on World War I." Historian 78#3 (2016): 439-468. (em inglês)

- Kennedy, David M. Over Here: The First World War and American Society (1982), abrange política, economia e sociedade (em inglês) ISBN 019975845X

- Koistinen, Paul. Mobilizing for Modern War: The Political Economy of American Warfare, 1865–1919 (1997) (em inglês)

- May, Ernest R. The World War and American isolation, 1914–1917 (1959) online (em inglês)

- Scott, Emmett Jay. Scott's Official History of the American Negro in the World War (1919) 511 páginas online (em inglês)

- Slosson, Preston William. The Great Crusade and after, 1914–1928 (1930). história social (em inglês) ISBN 9780024117601

- Titus, James, ed. The Home Front and War in the Twentieth Century: The American Experience in Comparative Perspective (1984) ensaios de acadêmicos. online (em inglês)

- Venzon, Anne ed. The United States in the First World War: An Encyclopedia (1995) (em inglês)

- Young, Ernest William. The Wilson Administration and the Great War (1922) online (em inglês)

- Zieger, Robert H. America's Great War: World War I and the American Experience (2000). 272 pp. (em inglês)

### Outros Aliados
- De Grand, Alexander. Giovanni Giolitti and Liberal Italy from the Challenge of Mass Politics to the Rise of Fascism, 1882–1922 (2001) (em inglês)

- Dickinson, Frederick R. War and National Reinvention: Japan in the Great War, 1914–1919 (2001) trecho (em inglês)

- Krippner, Monica. The Quality of Mercy: Women at War Serbia 1915–18 (1980) (em inglês)

- Mitrovic, Andrej. Serbia's Great War 1914–1918 (2007) trecho (em inglês)

- Page, Thomas Nelson. Italy and the world war (1992) online (em inglês)

- Xu, Guoqi. China and the Great War: China's Pursuit of a New National Identity and Internationalization (2011) (em inglês)

- Xu, Guoqi. Asia and the Great War – A Shared History (Oxford UP, 2016) online (em inglês)

### Potências Centrais
- Akın, Yiğit. When the War Came Home: The Ottomans' Great War and the Devastation of an Empire (Stanford University Press, 2018) (em inglês)

- Bloxham, Donald. The Great Game of Genocide: Imperialism, Nationalism, and the Destruction of the Ottoman Armenians (Oxford University Press, 2005) (em inglês)

- Chickering, R. Imperial Germany and the Great War, 1914–1918 (1998) (em inglês)

- Daniel, Ute. The war from within: German working-class women in the First World War (1997). (em inglês)

- Davis, Belinda Joy. Home Fires Burning: Food, Politics, and Everyday Life in World War I Berlin (2000) trecho (em inglês)

- Feldman, Gerald D. Army, industry, and labor in Germany, 1914–1918 (1966) (em inglês)

- Healy, Maureen. Vienna and the Fall of the Habsburg Empire: Total War and Everyday Life in World War I (2007) (em inglês)

- Herwig, Holger H. The First World War: Germany and Austria-Hungary 1914–1918 (2009) (em inglês)

- Howard, N.P. "The Social and Political Consequences of the Allied Food Blockade of Germany, 1918–19," German History (1993) 11#2 pp 161–88 online (em inglês)

- Kann, Robert A. et al., eds. The Habsburg Empire in World War I: Essays on the Intellectual, Military, Political and Economic Aspects of the Habsburg War Effort (1977) online (em inglês)

- Kocka, Jürgen. Facing total war: German society, 1914–1918 (1984). online (em inglês)

- Lutz, Ralph Haswell, ed. Fall of the German Empire, 1914–1918 (2 vol 1932). 868pp resenha online, primary sources (em inglês)

- McCarthy, Justin. The Ottoman Peoples and the End of Empire (2001). (em inglês)

- Offer, Avner. The First World War: An Agrarian Interpretation (1991), on food supply of Britain and Germany (em inglês)

- Osborne, Eric. Britain's Economic Blockade of Germany, 1914–1919 (2004) (em inglês)

- Verhey, Jeffrey. The Spirit of 1914. Militarism, Myth and Mobilization in Germany (Cambridge University Press 2000) (em inglês)

- Watson, Alexander. Ring of Steel: Germany and Austria-Hungary in World War I (2014) (em inglês)

- Welch, David. Germany, Propaganda and Total War, 1914–1918 (2003) (em inglês)

- Williams, John. The Other Battleground The Home Fronts: Britain, France and Germany 1914-1918 (1972) Germany on pp 89–108, 148-74, 223-42, 273-87. (em inglês)

- Winter, Jay, and Jean-Louis Robert, eds. Capital Cities at War: Paris, London, Berlin 1914–1919 (2 vol. 1999, 2007), 30 chapters 1200pp; cobertura abrangente por acadêmicos vol 1; vol 2 (em inglês)

- Ziemann, Benjamin. War Experiences in Rural Germany, 1914–1923 (Berg, 2007) (em inglês) ISBN 1845202457

### Historiografia
- Rietzler, Katharina. "The war as history: Writing the economic and social history of the First World War." Diplomatic History 38.4 (2014): 826-839. (em inglês)

- Winter, Jay and Antoine Prost. The Great War in History: Debates and Controversies, 1914 to the Present (2005) (em inglês)

- Winter, Jay M. "Catastrophe and Culture: Recent Trends in the Historiography of the First World War," Journal of Modern History (1992) 64#3 525-532 in JSTOR (em inglês)